# Collegio di Morecambe and Lunesdale
Morecambe and Lunesdale è un collegio elettorale situato in Lancashire, nel Nord Ovest dell'Inghilterra, e rappresentato alla Camera dei comuni del Parlamento del Regno Unito. Elegge un membro del parlamento con il sistema first-past-the-post, ossia maggioritario a turno unico; l'attuale parlamentare è Lizzi Collinge del Partito Laburista, che rappresenta il collegio dal 2024.

## Estensione

Morecambe and Lunesdale dal 2010 al 2024

Prima del 1950 Morecambe si trova nel collegio di Lancaster. Il collegio in origine si chiamava Morecambe and Lonsdale, e ottenne l'attuale nome nel 1983, quando ne furono modificati i confini. Per le elezioni generali del 1983, infatti, alcune sezioni del collegio furono trasferite, insieme all'ex contea di Westmorland, nel collegio di Westmorland and Lonsdale: i ward utilizzati per la creazione del nuovo collegio nel 1983 furono:
- Alexandra, Arkholme, Bolton-le-Sands, Carnforth, Halton-with-Aughton, Harbour, Heysham Central, Heysham North, Kellet, Overton, Parks, Poulton, Silverdale, Slyne-with-Hest, Torrisholme, Victoria and Walton[1]

Negli anni 2000 furono apportate alcune modifiche minori. Il Parlamento approvò la quinta revisione periodica dei collegi di Westminster, redatta dalla Boundary Commission for England: da allora il collegio comprese i seguenti ward elettorali della città di Lancaster:
- Bolton-le-Sands, Carnforth, Halton-with-Aughton, Harbour, Heysham Central, Heysham North, Heysham South, Kellet, Overton, Poulton, Silverdale, Skerton East, Skerton West, Slyne-with-Hest, Torrisholme, Upper Lune Valley, Warton and Westgate.

Dal 2024, con la revisione dei collegi, Morecambe and Lunesdale è costituito dai seguenti ward:
- nella città di Lancaster: Bare, Bolton and Slyne, Carnforth and Millhead, Halton-with-Aughton and Kellet, Heysham Central, Heysham North, Heysham South, Lower Lune Valley, Overton, Poulton, Silverdale, Torrisholme, Upper Lune Valley, Warton, West End, Westgate e una piccola parte di Skerton.
- in Westmorland and Furness: Burton and Holme, Kendal South, Kent Estuary, Levens and Crooklands e Sedbergh and Kirkby Lonsdale.[2]

## Membri del parlamento
| Elezione | Elezione          | Deputato        | Partito      |
| -------- | ----------------- | --------------- | ------------ |
|          | 1950              | Ian Fraser      | Conservatore |
| 1958 (S) | Basil de Ferranti |                 | Conservatore |
| 1964     | Alfred Hall-Davis |                 | Conservatore |
| 1979     | Mark Lennox-Boyd  |                 | Conservatore |
|          | 1997              | Geraldine Smith | Laburista    |
|          | 2010              | David Morris    | Conservatore |
|          | 2024              | Lizzi Collinge  | Laburista    |

## Elezioni

### Elezioni negli anni 2020
| Partito                    | Partito                                           | Candidato                  | Risultati 4 luglio 2024 | Risultati 4 luglio 2024 |
| Partito                    | Partito                                           | Candidato                  | Voti                    | %                       |
| -------------------------- | ------------------------------------------------- | -------------------------- | ----------------------- | ----------------------- |
|                            | Laburista                                         | Lizzi Collinge             | 19 603                  | 40,79                   |
|                            | Conservatore                                      | David Morris               | 13 788                  | 28,69                   |
|                            | Reform UK                                         | Barry Parsons              | 7 810                   | 16,25                   |
|                            | Lib Dem                                           | Peter Jackson              | 4 769                   | 9,92                    |
|                            | Verdi                                             | Gina Dowding               | 2 089                   | 4,35                    |
|                            |                                                   |                            |                         |                         |
| Iscritti                   | Iscritti                                          | Iscritti                   | 76 424                  | 100,00                  |
| ↳ Votanti (% su iscritti)  | ↳ Votanti (% su iscritti)                         | ↳ Votanti (% su iscritti)  | 48 059                  | 62,88                   |
| ↳ Astenuti (% su iscritti) | ↳ Astenuti (% su iscritti)                        | ↳ Astenuti (% su iscritti) | 28 365                  | 37,12                   |
|                            |                                                   |                            |                         |                         |
|                            | Esito: collegio passa da Conservatore a Laburista |                            |                         |                         |

### Elezioni negli anni 2010
| Partito                    | Partito                                   | Candidato                  | Risultati 12 dicembre 2019 | Risultati 12 dicembre 2019 |
| Partito                    | Partito                                   | Candidato                  | Voti                       | %                          |
| -------------------------- | ----------------------------------------- | -------------------------- | -------------------------- | -------------------------- |
|                            | Conservatore                              | David Morris               | 23 925                     | 52,80                      |
|                            | Laburista                                 | Lizzi Collinge             | 17 571                     | 38,78                      |
|                            | Lib Dem                                   | Owen Lambert               | 2 328                      | 5,14                       |
|                            | Verdi                                     | Chloe Buckley              | 938                        | 2,07                       |
|                            | Indipendente                              | Darren Clifford            | 548                        | 1,21                       |
|                            |                                           |                            |                            |                            |
| Iscritti                   | Iscritti                                  | Iscritti                   | 67 397                     | 100,00                     |
| ↳ Votanti (% su iscritti)  | ↳ Votanti (% su iscritti)                 | ↳ Votanti (% su iscritti)  | 45 310                     | 67,23                      |
| ↳ Astenuti (% su iscritti) | ↳ Astenuti (% su iscritti)                | ↳ Astenuti (% su iscritti) | 22 087                     | 32,77                      |
|                            |                                           |                            |                            |                            |
|                            | Esito: collegio confermato a Conservatore |                            |                            |                            |

| Partito                    | Partito                                   | Candidato                  | Risultati 8 giugno 2017 | Risultati 8 giugno 2017 |
| Partito                    | Partito                                   | Candidato                  | Voti                    | %                       |
| -------------------------- | ----------------------------------------- | -------------------------- | ----------------------- | ----------------------- |
|                            | Conservatore                              | David Morris               | 21 773                  | 47,69                   |
|                            | Laburista                                 | Vikki Singleton            | 20 374                  | 44,62                   |
|                            | Lib Dem                                   | Matthew Severn             | 1 699                   | 3,72                    |
|                            | UKIP                                      | Robert Gillespie           | 1 333                   | 2,92                    |
|                            | Verdi                                     | Cait Sinclair              | 478                     | 1,05                    |
|                            |                                           |                            |                         |                         |
| Iscritti                   | Iscritti                                  | Iscritti                   | 66 847                  | 100,00                  |
| ↳ Votanti (% su iscritti)  | ↳ Votanti (% su iscritti)                 | ↳ Votanti (% su iscritti)  | 45 657                  | 68,30                   |
| ↳ Astenuti (% su iscritti) | ↳ Astenuti (% su iscritti)                | ↳ Astenuti (% su iscritti) | 21 190                  | 31,70                   |
|                            |                                           |                            |                         |                         |
|                            | Esito: collegio confermato a Conservatore |                            |                         |                         |

| Partito                    | Partito                                   | Candidato                  | Risultati 7 maggio 2015 | Risultati 7 maggio 2015 |
| Partito                    | Partito                                   | Candidato                  | Voti                    | %                       |
| -------------------------- | ----------------------------------------- | -------------------------- | ----------------------- | ----------------------- |
|                            | Conservatore                              | David Morris               | 19 691                  | 45,54                   |
|                            | Laburista                                 | Amina Lone                 | 15 101                  | 34,92                   |
|                            | UKIP                                      | Steven Ogden               | 5 358                   | 12,39                   |
|                            | Lib Dem                                   | Matthew Severn             | 1 612                   | 3,73                    |
|                            | Verdi                                     | Phil Chandler              | 1 395                   | 3,23                    |
|                            | Indipendente                              | Michael Dawson             | 85                      | 0,20                    |
|                            |                                           |                            |                         |                         |
| Iscritti                   | Iscritti                                  | Iscritti                   | 66 510                  | 100,00                  |
| ↳ Votanti (% su iscritti)  | ↳ Votanti (% su iscritti)                 | ↳ Votanti (% su iscritti)  | 43 242                  | 65,02                   |
| ↳ Astenuti (% su iscritti) | ↳ Astenuti (% su iscritti)                | ↳ Astenuti (% su iscritti) | 23 268                  | 34,98                   |
|                            |                                           |                            |                         |                         |
|                            | Esito: collegio confermato a Conservatore |                            |                         |                         |

| Partito                    | Partito                                           | Candidato                  | Risultati 6 maggio 2010 | Risultati 6 maggio 2010 |
| Partito                    | Partito                                           | Candidato                  | Voti                    | %                       |
| -------------------------- | ------------------------------------------------- | -------------------------- | ----------------------- | ----------------------- |
|                            | Conservatore                                      | David Morris               | 18 035                  | 41,52                   |
|                            | Laburista                                         | Geraldine Smith            | 17 169                  | 39,53                   |
|                            | Lib Dem                                           | Les Jones                  | 5 791                   | 13,33                   |
|                            | UKIP                                              | Nigel Brown                | 1 843                   | 4,24                    |
|                            | Verdi                                             | Chris Coates               | 598                     | 1,38                    |
|                            |                                                   |                            |                         |                         |
| Iscritti                   | Iscritti                                          | Iscritti                   | 69 945                  | 100,00                  |
| ↳ Votanti (% su iscritti)  | ↳ Votanti (% su iscritti)                         | ↳ Votanti (% su iscritti)  | 43 436                  | 62,10                   |
| ↳ Astenuti (% su iscritti) | ↳ Astenuti (% su iscritti)                        | ↳ Astenuti (% su iscritti) | 26 509                  | 37,90                   |
|                            |                                                   |                            |                         |                         |
|                            | Esito: collegio passa da Laburista a Conservatore |                            |                         |                         |

### Elezioni negli anni 2000
| Partito                    | Partito                                | Candidato                  | Risultati 5 maggio 2005 | Risultati 5 maggio 2005 |
| Partito                    | Partito                                | Candidato                  | Voti                    | %                       |
| -------------------------- | -------------------------------------- | -------------------------- | ----------------------- | ----------------------- |
|                            | Laburista                              | Geraldine Smith            | 20 331                  | 48,83                   |
|                            | Conservatore                           | James Airey                | 15 563                  | 37,38                   |
|                            | Lib Dem                                | Alex Stone                 | 5 741                   | 13,79                   |
|                            |                                        |                            |                         |                         |
| Iscritti                   | Iscritti                               | Iscritti                   | 67 809                  | 100,00                  |
| ↳ Votanti (% su iscritti)  | ↳ Votanti (% su iscritti)              | ↳ Votanti (% su iscritti)  | 41 635                  | 61,40                   |
| ↳ Astenuti (% su iscritti) | ↳ Astenuti (% su iscritti)             | ↳ Astenuti (% su iscritti) | 26 174                  | 38,60                   |
|                            |                                        |                            |                         |                         |
|                            | Esito: collegio confermato a Laburista |                            |                         |                         |

| Partito                    | Partito                                | Candidato                  | Risultati 7 giugno 2001 | Risultati 7 giugno 2001 |
| Partito                    | Partito                                | Candidato                  | Voti                    | %                       |
| -------------------------- | -------------------------------------- | -------------------------- | ----------------------- | ----------------------- |
|                            | Laburista                              | Geraldine Smith            | 20 646                  | 49,56                   |
|                            | Conservatore                           | David Nuttall              | 15 554                  | 37,34                   |
|                            | Lib Dem                                | Christopher Cotton         | 3 817                   | 9,16                    |
|                            | UKIP                                   | Greg Beaman                | 935                     | 2,24                    |
|                            | Verdi                                  | Cherith Adams              | 703                     | 1,69                    |
|                            |                                        |                            |                         |                         |
| Iscritti                   | Iscritti                               | Iscritti                   | 68 175                  | 100,00                  |
| ↳ Votanti (% su iscritti)  | ↳ Votanti (% su iscritti)              | ↳ Votanti (% su iscritti)  | 41 655                  | 61,10                   |
| ↳ Astenuti (% su iscritti) | ↳ Astenuti (% su iscritti)             | ↳ Astenuti (% su iscritti) | 26 520                  | 38,90                   |
|                            |                                        |                            |                         |                         |
|                            | Esito: collegio confermato a Laburista |                            |                         |                         |

## Risultati dei referendum

### Referendum sulla permanenza del Regno Unito nell'Unione europea del 2016
|             | Collegio                | Lasciare UE % | Rimanere in UE % |
| ----------- | ----------------------- | ------------- | ---------------- |
|             | Morecambe and Lunesdale | 58,9%         | 41,1%            |
| Inghilterra | 53,3%                   | 46,7%         |                  |
| Regno Unito | 51,9%                   | 48,1%         |                  |